# Sharovisaurus
Sharovisaurus is een geslacht van uitgestorven scincomorfe hagedissen uit het Laat-Jura van Kazachstan. Het behoort tot de familie van hagedissen de Paramacellodidae, die tijdens het Laat-Jura en het Vroeg-Krijt leefde in het grootste deel van Laurazië. 
Het type en de enige soort is Sharovisaurus karatauensis, benoemd in 1984 door Max K. Hecht and Bessie M. Hecht op basis van een bijna volledig in verband liggend skelet uit de Karabastau-formatie uit het Oxfordien. De geslachtsnaam eert Aleksandr Grigorewitsj Sjarow.
Het holotype is PIN No. 2585/26, een skelet met schedel en huidafdrukken.
De rug en staart van het skelet zijn bedekt met rechthoekige benige platen, osteodermen genaamd, die een soortgelijke opstelling hebben als die van moderne skinken. Met een lengte van honderdachtendertig millimeter vanaf de punt van zijn snuit tot de basis van zijn staart, was Sharovisaurus een van de grootste paramacellodiden. Net als andere paramacellodiden had hij relatief korte en robuuste ledematen in vergelijking met de rest van zijn lichaam.